# Rolando Zárate
Rolando David Zárate Riga (Haedo, Buenos Aires; 6 de agosto de 1978) es un exfutbolista argentino que se desempeñaba como delantero. 
Surgido de Vélez Sarsfield, fue jugador de Real Madrid, Tigres y River Plate, entre otros clubes.
Es hermano de Mauro Zárate, de los exjugadores de All Boys Ariel Zárate y de Vélez Sergio Zárate y el padre de Tobías Zárate, todos ellos formados en las divisiones inferiores de Vélez Sarsfield. Es agente deportivo de Maximiliano Romero, entre otros.

## Biografía
Comenzó su carrera en la Primera División de Argentina con Vélez Sarsfield en 1998, cuando Marcelo Bielsa lo puso por primera vez en el primer equipo. Integró el plantel y disputó algunos encuentros en el Torneo Clausura de ese año, en el que su equipo se consagró campeón. Sin embargo, al no contar con muchos minutos en el equipo titular se fue cedido para la segunda parte del año al Terrassa del ascenso español y luego, con 21 años, al filial de Castilla del Real Madrid en 2000. Sus 15 goles en el equipo B llamaron la atención del entrenador del primer equipo, Vicente Del Bosque y ante las lesiones de jugadores importantes en ese puesto como Nicolas Anelka, Sávio y Fernando Morientes, lo utilizó en partidos de Copa del Rey, donde los merengues llegaron a las semifinales, y de Liga de Campeones de la UEFA. A pesar de convertir goles en ambas competiciones, el club no compró su pase y regresó a la Argentina. 
En su nueva etapa en Vélez no logró asentarse en el equipo por lo cual fue nuevamente cedido a diferentes clubes europeos: Real Murcia, Ciudad de Murcia y Livingston de la Premier league escocesa. Posteriormente regresó a su país para cumplir su tercera etapa en Vélez Sarsfield.
A pesar de comenzar relegado en el equipo de Liniers, se ganó la titularidad indiscutida y la idolatría de la hinchada a fuerza de goles. Sus actuaciones más destacadas fueron en el Torneo Clausura 2004, donde fue el goleador del certamen con 13 tantos. En ese año sucedió un acontecimiento poco usual al ser cedido al Al-Ittihad de Arabia Saudita para jugar tan sólo un partido, la final del campeonato saudí, donde jugó solo un tiempo antes de ser sustituido. Además, su equipo perdió la final.
En el Torneo Clausura 2005 marcó 8 goles y fue, junto a Lucas Castromán, el goleador del Vélez campeón, su segundo título con "El Fortín".
En 2006 luego de un conflicto con su compañero Lucas Castromán se fue al fútbol mexicano para jugar en Tigres UANL y luego, en 2007, al Monterrey.
En el segundo semestre del 2007 fue adquirido a préstamo por River Plate. Debutó contra Gimnasia de Jujuy, marcando un gol a los pocos minutos de ingresar en reemplazo de Marco Rubén.
En 2008 paso por el Barcelona, de Ecuador, siendo el fichaje más caro en la historia del club. Llegó lesionado a Barcelona y su campaña fue pobre, metiendo pocos goles. En la actualidad demandó a Barcelona S.C ante la FIFA para cobrar 1.600.000.
A inicios de 2009, luego de la delicada operación, regresó nuevamente a su cuna futbolística, para efectuar la recuperación. Él prometió hacer 15 goles en la primera etapa, se lesionó nuevamente y fue botado por el club. Precisamente con "El Fortín", ha convertido hasta el momento 48 goles en partidos locales y 5 tantos en torneos internacionales.
El 30 de junio de 2010 Zárate firmó un contrato para jugar en el Club Atlético Huracán, donde un año más tarde pierde la categoría. Anotó seis goles entre el Apertura 2010 y el Clausura 2011.

## Selección nacional
En 2005 fue convocado por José Pekerman para jugar en la Selección Argentina un amistoso contra México donde sólo actuaron jugadores del fútbol local. En ese partido formó dupla delantera con Rodrigo Palacio y convirtió el gol que sentenció el 1 a 1. Poco después fue convocado nuevamente para jugar por las Eliminatorias para Alemania 2006 ante Bolivia, donde jugó sólo unos minutos en el segundo tiempo.

## Clubes
| Club                      | País           | Año       |
| ------------------------- | -------------- | --------- |
| Vélez Sarsfield           | Argentina      | 1998      |
| Terrassa FC (cedido)      | España         | 1998      |
| Vélez Sarsfield           | Argentina      | 1998-1999 |
| Real Madrid B (cedido)    | España         | 1999-2000 |
| Real Madrid (cedido)      | España         | 2000      |
| Vélez Sarsfield           | Argentina      | 2000      |
| Real Murcia (cedido)      | España         | 2001      |
| Ciudad de Murcia (cedido) | España         | 2001-2002 |
| Livingston (cedido)       | Escocia        | 2002-2003 |
| Vélez Sarsfield           | Argentina      | 2003-2006 |
| Al-Ittihad (cedido)       | Arabia Saudita | 2004      |
| Tigres UANL (cedido)      | México         | 2006      |
| Monterrey (cedido)        | México         | 2007      |
| River Plate (cedido)      | Argentina      | 2007      |
| Barcelona                 | Ecuador        | 2008      |
| Vélez Sarsfield           | Argentina      | 2009-2010 |
| Huracán                   | Argentina      | 2010-2011 |
| Defensa y Justicia        | Argentina      | 2011      |

## Estadísticas

### En clubes
| Vélez Sarsfield Argentina | 1.ª                 | 1998                | 5   | 0   | —  | — | —  | — | 5   | 0   | 0,00 |
| Vélez Sarsfield Argentina | 1.ª                 | 1998-99             | 12  | 3   | —  | — | 4  | 0 | 16  | 3   | 0.19 |
| Vélez Sarsfield Argentina | 1.ª                 | 2000                | 6   | 0   | —  | — | 3  | 1 | 9   | 1   | 0.11 |
| Vélez Sarsfield Argentina | 1.ª                 | 2003-04             | 32  | 19  | —  | — | 5  | 1 | 37  | 20  | 0.54 |
| Vélez Sarsfield Argentina | 1.ª                 | 2004-05             | 28  | 16  | —  | — | —  | — | 28  | 16  | 0.57 |
| Vélez Sarsfield Argentina | 1.ª                 | 2005-06             | 19  | 6   | —  | — | 6  | 1 | 25  | 7   | 0.28 |
| Vélez Sarsfield Argentina | 1.ª                 | 2009-10             | 27  | 5   | —  | — | 10 | 2 | 37  | 7   | 0.19 |
| Vélez Sarsfield Argentina | Total club          | Total club          | 129 | 49  | 0  | 0 | 28 | 5 | 157 | 54  | 0.34 |
| Terrassa FC · España | 3.ª                 | 1999                | 2   | 0   | —  | — | —  | — | 2   | 0   | 0,00 |
| Terrassa FC · España | Total club          | Total club          | 2   | 0   | 0  | 0 | 0  | 0 | 2   | 0   | 0,00 |
| Real Madrid B · España | 3.ª                 | 1999-00             | 33  | 21  | —  | — | —  | — | 33  | 21  | 0.64 |
| Real Madrid B · España | Total club          | Total club          | 33  | 21  | 0  | 0 | 0  | 0 | 33  | 21  | 0.64 |
| Real Madrid · España | 1.ª                 | 2000                | 6   | 1   | 3  | 2 | —  | — | 9   | 3   | 0.33 |
| Real Madrid · España | Total club          | Total club          | 6   | 1   | 3  | 2 | 0  | 0 | 9   | 3   | 0.33 |
| Real Murcia · España | 2.ª                 | 2001                | 21  | 6   | 1  | 0 | —  | — | 22  | 6   | 0.27 |
| Real Murcia · España | Total club          | Total club          | 21  | 6   | 1  | 0 | 0  | 0 | 22  | 6   | 0.27 |
| Ciudad de Murcia · España | 3.ª                 | 2001-02             | 34  | 12  | 6  | 1 | —  | — | 40  | 13  | 0.33 |
| Ciudad de Murcia · España | Total club          | Total club          | 34  | 12  | 6  | 1 | 0  | 0 | 40  | 13  | 0.33 |
| Livingston FC Escocia | 1.ª                 | 2002-03             | 33  | 9   | 4  | 0 | 4  | 1 | 41  | 10  | 0.24 |
| Livingston FC Escocia | Total club          | Total club          | 33  | 9   | 4  | 0 | 4  | 1 | 41  | 10  | 0.24 |
| Al-Ittihad Arabia Saudita | 1.ª                 | 2004                | 1   | 0   | —  | — | —  | — | 1   | 0   | 0,00 |
| Al-Ittihad Arabia Saudita | Total club          | Total club          | 1   | 0   | 0  | 0 | 0  | 0 | 1   | 0   | 0,00 |
| Tigres de la UANL · México | 1.ª                 | 2006                | 7   | 0   | —  | — | —  | — | 7   | 0   | 0,00 |
| Tigres de la UANL · México | Total club          | Total club          | 7   | 0   | 0  | 0 | 0  | 0 | 7   | 0   | 0,00 |
| CF Monterrey · México | 1.ª                 | 2007                | 10  | 1   | —  | — | —  | — | 10  | 1   | 0.10 |
| CF Monterrey · México | Total club          | Total club          | 10  | 1   | 0  | 0 | 0  | 0 | 10  | 1   | 0.10 |
| River Plate Argentina | 1.ª                 | 2007                | 7   | 1   | —  | — | 1  | 0 | 8   | 1   | 0.13 |
| River Plate Argentina | Total club          | Total club          | 7   | 1   | 0  | 0 | 1  | 0 | 8   | 1   | 0.13 |
| Barcelona SC · Ecuador | 1.ª                 | 2008                | 24  | 6   | —  | — | —  | — | 24  | 6   | 0.25 |
| Barcelona SC · Ecuador | Total club          | Total club          | 24  | 6   | 0  | 0 | 0  | 0 | 24  | 6   | 0.25 |
| CA Huracán Argentina | 1.ª                 | 2010-11             | 34  | 6   | 1  | 0 | —  | — | 35  | 6   | 0.17 |
| CA Huracán Argentina | Total club          | Total club          | 34  | 6   | 1  | 0 | 0  | 0 | 35  | 6   | 0.17 |
| Defensa y Justicia Argentina | 2.ª                 | 2011                | 6   | 1   | 1  | 0 | —  | — | 7   | 1   | 0.14 |
| Defensa y Justicia Argentina | Total club          | Total club          | 6   | 1   | 1  | 0 | 0  | 0 | 7   | 1   | 0.14 |
| Total en su carrera | Total en su carrera | Total en su carrera | 347 | 113 | 16 | 3 | 33 | 6 | 396 | 122 | 0.31 |
| (1) Las copas nacionales se refiere a la Copa del Rey (2000-02); Copa de la Liga de Escocia/Copa de Escocia (2002-03); Partido desempate por el decimoctavo puesto (2011) y a la Copa Argentina (2011). (2) Las copas internacionales se refiere a la Copa Mercosur (1998-01); Copa de la UEFA (2002-03); Copa Libertadores de América (2004-10) y a la Copa Sudamericana (2005-09). (3) Media de goles por encuentro. No incluye goles en partidos amistosos. |                     |                     |     |     |    |   |    |   |     |     |      |

### En selección
| Selección        | Temporada     | Amistosos | Amistosos | Sudamérica | Sudamérica | Mundial | Mundial | Total | Total | Media goleadora |
| Selección        | Temporada     | Part.     | Goles     | Part.      | Goles      | Part.   | Goles   | Part. | Goles | Media goleadora |
| ---------------- | ------------- | --------- | --------- | ---------- | ---------- | ------- | ------- | ----- | ----- | --------------- |
| Adulta Argentina | 2005          | 1         | 1         | 1          | 0          | —       | —       | 2     | 1     | 0,50            |
| Adulta Argentina | Total         | 1         | 1         | 1          | 0          | 0       | 0       | 2     | 1     | 0,50            |
| Total carrera    | Total carrera | 1         | 1         | 1          | 0          | 0       | 0       | 2     | 1     | 0,50            |

### Resumen estadístico
| Competición           | Partidos | Goles | Promedio |
| --------------------- | -------- | ----- | -------- |
| Primera División      | 251      | 73    | 0.29     |
| Segunda División      | 27       | 7     | 0.26     |
| Tercera División      | 69       | 33    | 0.48     |
| Copas nacionales      | 16       | 3     | 0.19     |
| Copas internacionales | 33       | 6     | 0.18     |
| Selección adulta      | 2        | 1     | 0.50     |
| Total                 | 398      | 123   | 0.31     |

## Palmarés

### Campeonatos nacionales
| Título           | Club            | País      | Año    |
| ---------------- | --------------- | --------- | ------ |
| Primera División | Vélez Sarsfield | Argentina | C-1998 |
| Primera División | Vélez Sarsfield | Argentina | C-2005 |

### Distinciones individuales
| Distinción                                 | Año    |
| ------------------------------------------ | ------ |
| Goleador de la Primera División (13 goles) | C-2004 |